# 佩氏鼠鱈
佩氏鼠鱈，為輻鰭魚綱鱈形目鼠尾鱈科的其中一種，分布於澳洲海域，屬深海底棲性魚類，深度817-1500公尺，體長可達38公分，棲息在底層水域，生活習性不明。

## 扩展阅读
維基物種上的相關：佩氏鼠鱈